# Рю (Сомма)
Рю (фр. Rue) — коммуна на севере Франции, регион О-де-Франс, департамент Сомма, округ Абвиль, центр кантона Рю. Расположена в 24 км к северу от Абвиля и в 5 км от автомагистрали А28 "Дорога эстуарий". На востоке коммуны находится железнодорожная станция Рю линии Булонь-Лонго.
Население (2018) — 3 096 человек.

## Достопримечательности
- Часовня Святого Духа (1440-1514 гг.) — один из лучших образцов пламенеющей готикив Пикардии
- Беффруа XIII века, включено в Список всемирного наследия ЮНЕСКО в составе группы беффруа Бельгии и Северной Франции (идентификационный номер 943-054)
- Шато Брутель XVIII века с парком

## Экономика
Структура занятости населения:
- сельское хозяйство — 2,4 %
- промышленность — 4,1 %
- строительство — 10,3 %
- торговля, транспорт и сфера услуг — 41,1 %
- государственные и муниципальные службы — 42,0 %

Уровень безработицы (2017) — 16,1 % (Франция в целом — 13,4 %, департамент Сомма — 15,9 %). 

Среднегодовой доход на 1 человека, евро (2018) — 19 070 (Франция в целом — 21 730, департамент Сомма — 20 320).

## Демография
Динамика численности населения, чел.

## Администрация
Пост мэра Рю с 2020 года занимает Жаки Тюё (Jacky Thueux). На муниципальных выборах 2020 года возглавляемый им список победил в 1-м туре, получив 51,14 % голосов.
| Период | Период | Фамилия       | Партия                                                  | Примечания                                                                                   |
| ------ | ------ | ------------- | ------------------------------------------------------- | -------------------------------------------------------------------------------------------- |
| 1959   | 1981   | Габриэль Дере | Французская секция Рабочего интернационала Разные левые | директор колледжа, член Генерального совета департамента, член Регионального совета Пикардии |
| 1981   | 2001   | Шарль Делож   | Разные правые                                           |                                                                                              |
| 2001   | 2012   | Серж Дешам    | Союз за французскую демократию Новый центр              | парикмахер                                                                                   |
| 2013   | 2014   | Филипп Ма     |                                                         |                                                                                              |
| 2014   | 2020   | Ришар Ренар   | Разные правые                                           | государственный служащий                                                                     |
| 2020   |        | Жаки Тюё      |                                                         | менеджер супермаркета                                                                        |

## Галерея

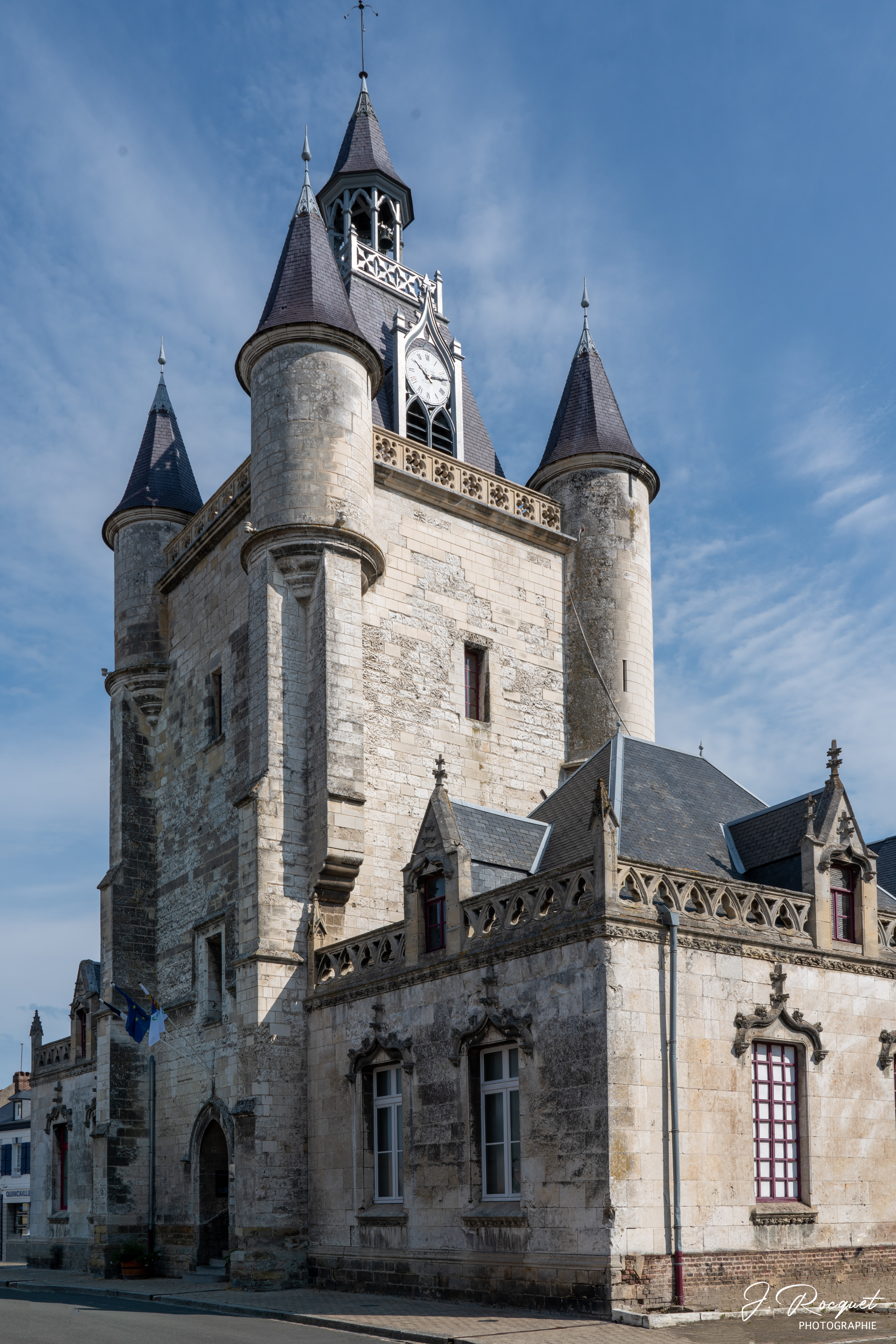
Беффруа
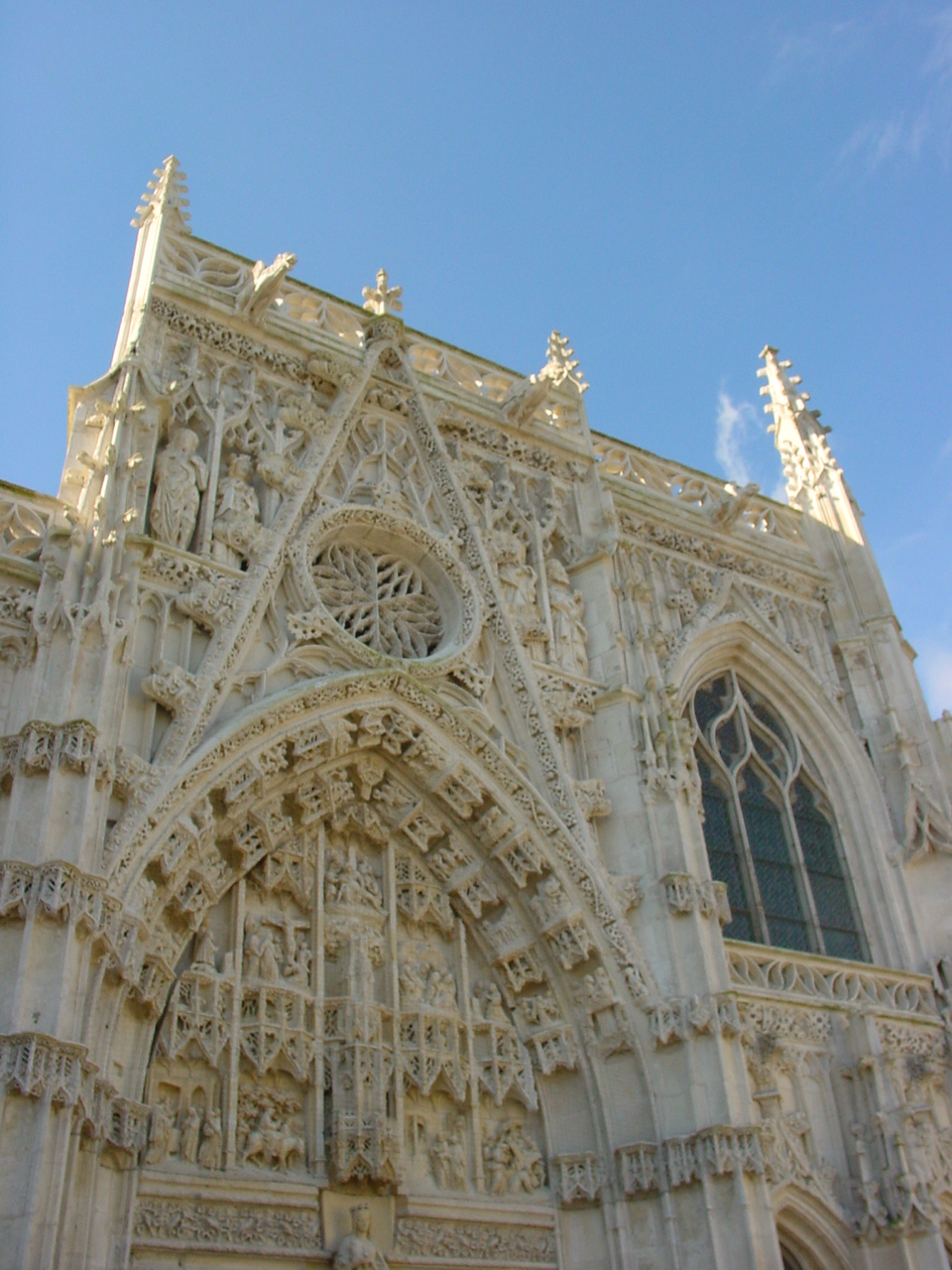
Фасад часовни Святого Духа
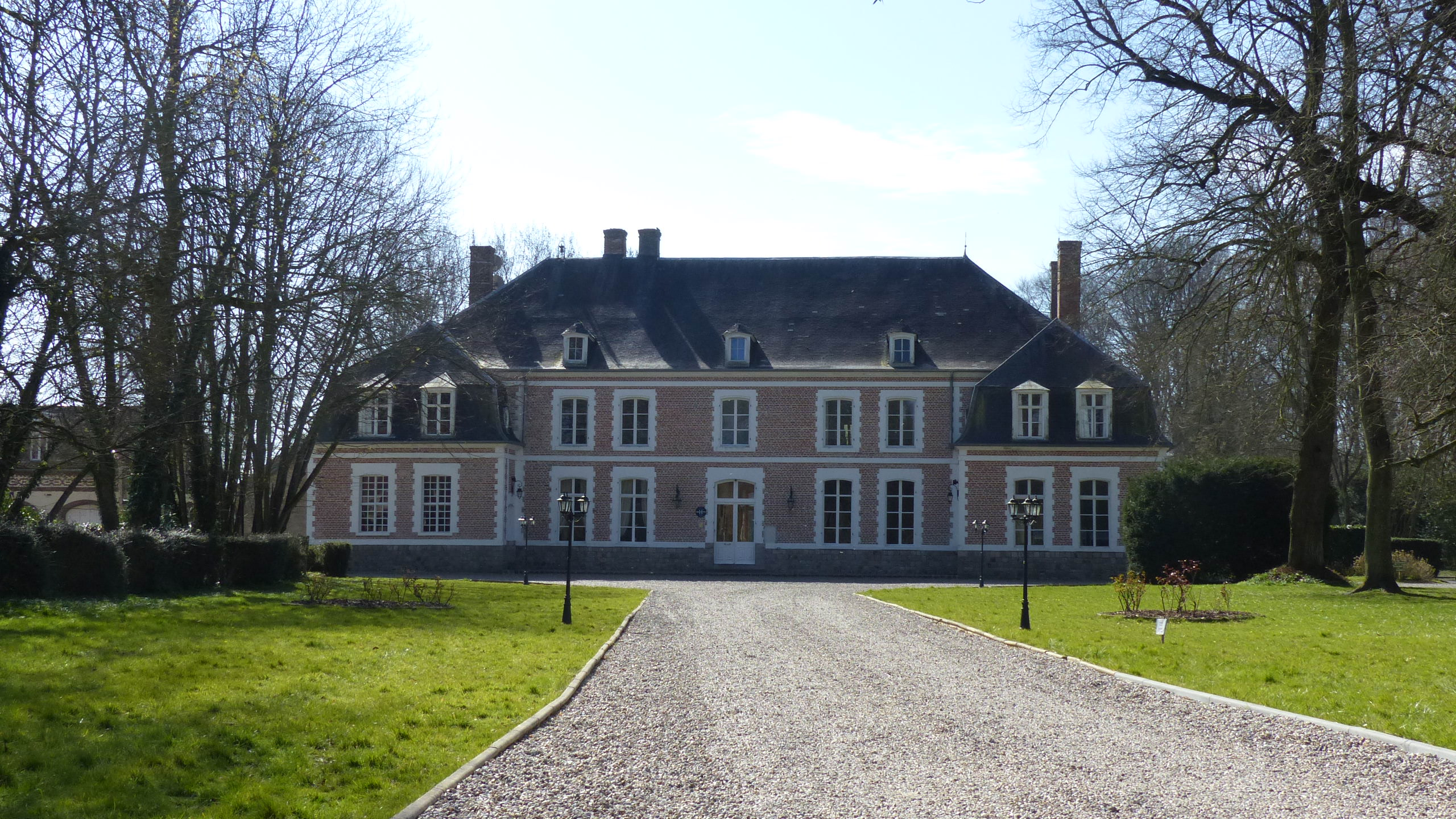
Шато Брутель

1. 1 2  база данных о французских коммунах — Национальный географический институт Франции, 2015.